# Eugenio Alafaci
Eugenio Alafaci (Carnago, 9 augustus 1990) is een Italiaans voormalig wielrenner die onder meer reed voor Trek-Segafredo en zijn opleidingsploeg.

## Incident
In de Ronde van Italië van 2017 kwam Alafaci tijdens de negentiende etappe negatief in het nieuws. Gefrustreerd gooide hij, in volle koers en tijdens de beklimming van de Piancavallo, met zijn bidon naar een Movistar-renner, Rory Sutherland, vóór hem. Dat kwam hem op een boete van 183 euro te staan en een tijdstraf van één minuut.

## Palmares

### Overwinningen
2008
 Italiaans kampioen achtervolging, Junioren
2012
Puntenklassement Ronde van Loir-et-Cher
2013
Puntenklassement Flèche du Sud
Omloop der Kempen
1e etappe Ronde van Tsjechië (ploegentijrit)

### Resultaten in voornaamste wedstrijden
| Jaar | Ronde van Italië | Ronde van Frankrijk | Ronde van Spanje |
| ---- | ---------------- | ------------------- | ---------------- |
| 2014 | 151e             |                     |                  |
| 2015 | 141e             |                     |                  |
| 2016 | 105e             |                     |                  |
| 2017 | 146e             |                     |                  |

| Jaar | Milaan-San Remo | Ronde van Lombardije | Parijs-Tours |
| ---- | --------------- | -------------------- | ------------ |
| 2014 | 113e            | opgave               | 80e          |
| 2015 | opgave          |                      | 62e          |
| 2016 | 175e            |                      |              |
| 2017 | 174e            |                      |              |

### Resultaten in kleinere rondes
| Jaar | Tour Down Under | Parijs-Nice | Ronde van Catalonië | Ronde van Romandië | Ronde van Polen | Eneco Tour |
| ---- | --------------- | ----------- | ------------------- | ------------------ | --------------- | ---------- |
| 2014 |                 |             |                     | 112e               |                 | opgave     |
| 2015 | 92e             | 101e        |                     | 101e               | opave           | opgave     |
| 2016 |                 |             | opgave              |                    | opave           | opgave     |
| 2017 |                 |             |                     |                    |                 |            |

## Ploegen
- 2012 –  Leopard-Trek Continental Team
- 2013 –  Leopard-Trek Continental Team
- 2014 –  Trek Factory Racing
- 2015 –  Trek Factory Racing
- 2016 –  Trek-Segafredo
- 2017 –  Trek-Segafredo
- 2018 –  Trek-Segafredo
- 2019 –  EvoPro Racing

Alafaci · Arredondo · Beppu · Busche · Cancellara · Devolder · Didier · Felline · Hondo · Irizar · Jungels · Kišerlovski · Nizzolo · Popovytsj · B. van Poppel · D. van Poppel · Rast · Roulston · A. Schleck · F. Schleck · Sergent · Silvestre · Stuyven · Vandewalle · Voigt · Watson · Zoidl · Zubeldia · Chevrier (stagiair) · Eastman (stagiair) · Kirsch (stagiair)
Alafaci · Arredondo · Beppu · Busche · Cancellara · Coledan · Devolder · Didier · Felline · Irizar · Jungels · McConnell · Mollema · Nizzolo · Popovytsj · B.van Poppel · D.van Poppel · Rast · Roulston · Schleck · Sergent · Silvestre · Steegmans · Stuyven · Vandewalle · Watson · Zoidl · Zubeldia · Basso (stagiair) · Bernard (stagiair) · Rekita (stagiair)
Alafaci · Arredondo · Beppu · Bernard · Bobridge · Bonifazio · Cancellara   · Coledan · Devolder · Didier · Felline · Hesjedal · Irizar · Mollema · Nizzolo · Popovytsj · van Poppel · Rast · Reijnen · Schleck · Stetina · Stuyven · Theuns · Zoidl · Zubeldia · Allegaert (stagiair) · Mosca (stagiair)
Alafaci · Beppu · Bernard · Brändle · Cardoso · Coledan · Contador · Daniel · Degenkolb · Didier · Felline · Gogl · Guerreiro · Hernández · Irizar · de Kort · Mollema · Nizzolo · Pantano · Pedersen · van Poppel · Rast · Reijnen · Stetina · Stuyven · Theuns · Zubeldia · Conci (stagiair) · Moschetti (stagiair) · Toovey (stagiair)
Alafaci · Beppu · Bernard · Brambilla · Brändle · Conci · Daniel · Degenkolb · Didier · Eg · Felline · Frame · Gogl · Grmay · Guerreiro · Irizar · de Kort · Mollema · Mullen · Nizzolo · Pantano · Pedersen · van Poppel · Rast · Reijnen · Skujiņš · Stetina · Stuyven